# Henri d'Ursel
Henri d’Ursel (Henri Charles François Joseph Marie, 8e duc d'Ursel) est un cinéaste belge né à Bruxelles le 18 novembre 1900 et décédé le 30 mai 1974.

## Biographie
Henri d'Ursel est le fils de l'homme politique Robert d'Ursel.
Pendant les années 1920, il habite Paris où il fréquente les surréalistes et les cinéastes d’avant-garde. À cet effet, il joue un figurant dans le film de Man Ray, Les Mystères du château de Dé.
En 1929, il tourne, sous le pseudonyme de Henri d’Arches, La Perle, un film d'une durée de 33 minutes basé sur un scénario de Georges Hugnet. Ce sera son seul film, un film qui a l’éclat de l’inexpérience, d'après la Cinematek de Belgique. Autour du vol d'un collier de perles, ce film onirique est un véritable poème cinématographique. C'est aussi un clin d'œil des surréalistes aux serials de Louis Feuillade avec, pour principaux interprètes, Kissa Kouprine et Georges Hugnet.
Il revient ensuite en Belgique où il reste nostalgique du cinéma muet.
En 1937, il fonde Le prix de l’image, précurseur des festivals de cinéma expérimental.
Au lendemain de la guerre, d’Ursel fonde L'Écran du Séminaire des Arts qui sera le plus prestigieux ciné-club belge pendant une vingtaine d'années, l’ancêtre du Musée du cinéma de Bruxelles. Il présentait lui-même les grands classiques avec enthousiasme, élégance et humour.
C’était un ami de Charles Dekeukeleire et d’Henri Storck.
Il fut vice-président de la Cinémathèque royale de Belgique pendant 25 ans.